# Konrad Leroux
Konrad Leroux, auch Kurt Leroux genannt (* 1. Januar 1894 in München; † 4. Juni 1943 in Maximowka) war ein deutscher SS-Funktionär. Leroux fungierte von 1933 bis 1943 als Verwaltungsführer der Leibstandarte SS Adolf Hitler. Er ist heute vor allem bekannt als Teilnehmer eines Standgerichtes, das in Scheingerichtsverhandlungen, die während der als Röhm-Putsch bekannt gewordenen Säuberungsaktion der NS-Regierung vom Sommer 1934 in der SS-Kaserne in Berlin-Lichterfelde stattfanden, zahlreiche Todesurteile verhängte, die zumeist wenig später in der Kaserne vollstreckt wurden.

## Leben und Tätigkeit
Nach dem Schulbesuch schlug der Sohn des Bergingenieurs Armand Leroux die militärische Laufbahn ein. Er nahm mit dem Infanterie-Regiment 182 der Sächsischen Armee am Ersten Weltkrieg teil. Am 12. Oktober 1916 wurde er nach einer schweren Verwundung in Kämpfen an der Narajowka in Galizien, bei denen er als Führer der Kompanie maßgeblich zum schnellen Gelingen eines Angriffs beitrug, mit dem Ritterkreuz des Königlich Sächsischen Militär-St.-Heinrichs-Ordens ausgezeichnet. Im April 1917 wurde er, zu dieser Zeit im Rang eines Leutnants der Reserve stehend, erneut verletzt.
Zum 1. Juni 1929 trat Leroux in die NSDAP ein (Mitgliedsnummer 135.330). Er gehörte zeitweise der SA an, bevor er um 1931 in die SS wechselte (SS-Nummer 15.274). Nach der Machtergreifung der Nationalsozialisten Ende Januar 1933 wurde Leroux mit Wirkung zum 24. Juli 1933 zum SS-Kommando z.b.V. Berlin versetzt. Er wurde dort als Verwaltungsführer dieses im Frühjahr 1933 aufgestellten und von Sepp Dietrich geführten Kommandos eingesetzt, dem insbesondere der Personenschutz für Adolf Hitler und das Gebäude der Reichskanzlei übertragen war. Leroux behielt diesen Posten bei als das SS-Kommando z.b.V. zum Ende des Jahres personell erheblich vergrößert und in Leibstandarte SS Adolf Hitler umbenannt wurde.
Während der „Röhm-Affäre“ vom 30. Juni 1934 fuhr Sepp Dietrich mit zwei der drei Kompanien der Leibstandarte in einem Sonderzug nach Bayern, wo er mit diesen Formationen am 30. Juni und 1. Juli 1934 einige SA-Männer im Raum München erschoss. Die verbliebene dritte Kompanie der Leibstandarte blieb derweil unter Führung ihres Kompanieführers Jürgen Wagner und von Leroux in Berlin zurück. Dort übernahm die Kompanie die Bewachung der Hauptkadettenanstalt Lichterfelde sowie die Besetzung der Dienststelle des konservativen Vizekanzlers Franz von Papen, von der aus eine gegen die Regierung arbeitende Widerstandsgruppe aus Mitarbeitern Papens operierte.
Leroux bildete am Abend des 30. Juni 1934 auf Befehl von Hermann Göring und Heinrich Himmler zusammen mit dem Kommandeur der Landespolizeigruppe General Göring (die ebenfalls in der Lichterfelder Kaserne untergebracht war), mit dem Kommandeur der SA-Feldpolizei Walter Fritsch sowie dem SS-Führer Martin Kohlroser und vermutlich auch mit Jürgen Wagner ein Standgericht. Dieses führte während der nächsten etwas mehr als 30 Stunden eine Serie von Scheingerichtsverhandlungen gegen einige Dutzend SA-Führer, die Göring und Himmler zur Erschießung bestimmt hatten. Sie ließen sich in einem Kasinoraum der Kaserne die – zum Teil in Berlin verhafteten und dann nach Lichterfelde gebrachten, und zum Teil an anderen Orten des Reiches verhafteten und dann mit Sonderflugzeugen zum Berliner Flugplatz Tempelhof transportierten und von dort nach Lichterfelde gebrachten – zur Exekution bestimmten SA-Angehörigen direkt nach ihrer Ankunft in der Kaserne vorführen. Zunächst stellten sie den ihnen einzeln vorgeführten Delinquenten pro forma einige Fragen, worauf sie ihnen ihre Orden und Rangabzeichen abrissen, um ihnen schließlich mitzuteilen, dass sie wegen Hochverrats zum Tode verurteilt seien und erschossen würden. Da das Gericht schon vor der „Verhandlung“ die Todesurteile anbefohlen hatte, handelte es sich bei den Standgerichtverfahren um eine Scharade, die den ohne Beweisaufnahme und Verteidigungsmöglichkeiten vollzogenen Erschießungen notdürftig einen rechtlich ordnungsgemäßen Anstrich geben sollte. Danach wurden die zum Tode verurteilten Männer mit Kraftwagen in das Areal im Nordwesten der Kaserne gebracht und dort im Kohlenkeller des Lazarettgebäudes eingesperrt. Vom Nachmittag des 30. Juni bis in die Morgenstunden des 2. Juli 1934 wurden mindestens siebzehn der im Kohlenkeller gefangenen Personen auf den Hof geführt und dort von SS-Pelotons erschossen. Eine Anzahl von Todeskandidaten überlebte, weil ihre Erschießung noch nicht erfolgt war, als in den Morgenstunden der Befehl aus der Reichskanzlei eintraf, die Hinrichtungen einzustellen.
Leroux blieb in den folgenden Jahren auf seinem Posten als Verwaltungsführer der Leibstandarte.
1937 strengte der Gauleiter von Sachsen Martin Mutschmann ein SS-Gerichtsverfahren gegen Leroux an, nachdem ihm hinterbracht worden war, dass Leroux sich abfällig über ihn geäußert hatte. Da Heinrich Himmler seine schützende Hand über Leroux hielt, fand dieser Prozess nicht statt.
Während des Zweiten Weltkriegs nahm Leroux mit der Waffen-SS am Westfeldzug und am Russlandfeldzug 1941 teil. In der Waffen-SS erreichte er den Rang eines Obersturmbannführers. Leroux starb am 4. Juni 1943 in einem Talgrund in der Nähe von Charkiw in der Ukraine, als er nach einem Streit von seinem Putzer, dem SS-Sturmmann Ewald Frede (* 31. Oktober 1901 in Dümmlinghausen; 11. Juni 1943 in Charkiw), erschossen wurde (Herzschuss). Frede wurde vor ein Feldgericht gestellt, das ihn am 7. Juni 1943 für seine Tat zum Tode verurteilte, worauf Frede sich in der Haft selbst erhängte.
Leroux liegt heute auf der Kriegsgräberstätte in Charkiw begraben (Endgrablage: Block 10 Reihe 16 Grab 1805).

## Ehe und Familie
Leroux heiratete am 19. September 1920 Hertha Teichmann (* 19. April 1896 in Freiberg, Sachsen). Aus der Ehe ging ein Kind hervor.

## Beförderungen
- 24. Oktober 1931: SS-Staffelmann
- 16. November 1931: SS-Unterscharführer
- 6. Dezember 1931: SS-Oberscharführer
- 31. Dezember 1931: SS-Truppführer
- 23. November 1933: SS-Sturmführer
- 2. Juli 1935: SS-Sturmbannführer
- 1. November 1938: SS-Obersturmbannführer